# Kotzenhof (Lauf an der Pegnitz)
Kotzenhof ist ein Gemeindeteil der Stadt Lauf an der Pegnitz im Landkreis Nürnberger Land (Mittelfranken, Bayern). Kotzenhof liegt in der Gemarkung Veldershof.

## Lage
Das Dorf liegt im Westen von Lauf westlich der Eschenauer Straße (Staatsstraße 2240) und am Westufer des Bitterbachs, der im Ortsgebiet die Bitterbachschlucht geformt hat. Mittlerweile hat sich Kotzenhof zu einem Siedlungsgebiet mit etwa 15 Straßen entwickelt. Im Westen und im Süden wird Kotzenhof vom Wald begrenzt. Im Norden schließt sich Rudolfshof an.

## Geschichte
Kotzenhof und Rudolfshof entwickelten sich aus Einzelhöfen an der Straße Neunhof – Lauf. Nürnberger Patrizier, die Kirche von Lauf und das Katharinenamt Nürnberg übten die Grundherrschaft aus. 1796 bis 1810 war der Ort preußisch besetzt, danach unterstand er der Gemeinde Rückersdorf, die zum Bezirk Erlangen gehörte. Erst 1824 erfolgte die Zuordnung zum Bezirk Lauf. Die Umgliederung von Rudolfshof und Kotzenhof zur Stadt Lauf fand erst 1952 statt.